# Пра-чукотско-камчатский язык
Пра-чукотско-камчатский язык — гипотетический общий предок чукотско-камчатских языков, его реконструкция приведена в «Сравнительном словаре чукотско-камчатских языков» (англ. Comparative Dictionary of Chukotko-Kamchatkan, 2005) Майкла Фортескью.
Имеется теория о родстве пра-чукото-камчатского и прауральского языков, основанная, среди прочего, на одинаковом согласовании глагола с объектом (венгерский глагол с субъектом 3-го лица и объектом 1-го и 2-го лица не имеет согласовательной морфемы, а глагол, имеющий субъект 1-го лица единственного числа и 2-го лица, принимает на первый взгляд нерегулярные согласовательные морфемы, которые можно вывести из обратного согласования (англ. inverse agreement constraint) пра-чукотско-камчатского языка).

## Фонетика
Ударение, по Фортескью, падало преимущественно на предпоследний слог.

### Согласные
|               | губные | альвеолярные | нёбные | заднеязычные | увулярные |
| ------------- | ------ | ------------ | ------ | ------------ | --------- |
| взрывные      | p      | t            | c      | k            | q         |
| фрикативы     | v      | ð            |        | ɣ            | ʁ         |
| носовые       | m      | n            |        | ŋ            |           |
| аппроксиманты | w      | l            | j      |              |           |
| ротические    |        | r            |        |              |           |

*/c/ — настоящий глухой палатальный взрывной согласный, не аффриката č. В прачукотско-камчатском языке не было звонких взрывных согласных, однако имеется несколько звонких фрикативов — */v ð ɣ ʁ/ — у которых нет глухих пар (/f θ x/).
*/v/ — звонкий губно-зубной фрикатив, */ɣ/ — звонкий велярный фрикатив (аналогичен украинскому «г»), */ʁ/ — звонкий увулярный фрикатив («французский „р“»).
Вся серия */t ð n l r/ представлена альвеолярными звуками (*/t ð n/ — не зубные).

### Гласные
|         | передние | средние | задние |
| ------- | -------- | ------- | ------ |
| верхние | i        |         | u      |
| средние | e        | ə       | o      |
| нижние  | æ        |         | a      |

### Реконструкция О. А. Мудрака

#### Согласные
|                     | губные | зубные | палатальные | боковые | велярные | увулярные | глоттальные |
| ------------------- | ------ | ------ | ----------- | ------- | -------- | --------- | ----------- |
| взрывные, аффрикаты | p      | t, ť   | č           |         | k, kʷ    | q, qʷ     |             |
| звонкие фрикативные | v      |        |             |         | ɣ, ɣʷ    | h, hʷ     |             |
| глухие фрикативные  |        | s      | š           | ɫ, ɫˈ   |          |           |             |
| носовые             | m      | n      |             |         | ŋ, ŋʷ    | ŋ̩         |             |
| ларингальные        |        |        |             |         |          |           | ʼ           |

##### В пересмотренном варианте
|                               | губные   | зубные   | альвеолярные | палатальные | боковые твёрдые | боковые мягкие | велярные             | увулярные            | глоттальные |
| ----------------------------- | -------- | -------- | ------------ | ----------- | --------------- | -------------- | -------------------- | -------------------- | ----------- |
| взрывные, аффрикаты           | p- (-p-) | t- (-t-) | ṭ- (-ṭ-)     | č- (-č-)    | ʎ̆ — (-ʎ̆ -)      | ʎ̥- (-ʎ̥-)       | k-, kʷ- (-k-)        | q-, qʷ- (-q-)        | ʼ- (-ʼ-)    |
| звонкие фрикативные и сонанты | v- (-v-) |          | r- (-r-)     | j- (-j-)    | l- (-l-)        | l̥ — (-l̥ -)     | ɣ- (-ɣ-), ɣʷ- (-ɣʷ-) | h- (-h-), hʷ- (-hʷ-) |             |
| глухие фрикативные            |          | θ- (-θ-) | θ̠ — (-θ̠ -)   |             |                 |                |                      |                      |             |
| носовые                       | m- (-m-) | n- (-n-) | n̥- (-n̥-)     |             |                 |                | ŋ- (-ŋ-), ŋʷ- (-ŋʷ-) | ŋ̊- (-ŋ̊-)             |             |

#### Гласные
- Гласные I («слабого») сингармонического ряда: i, e, ə, u.

- Гласные II («сильного») сингармонического ряда: ɨ, a, ъ, o.

- Гласные III («сильнее» I, «слабее» II) сингармонического ряда: į, ạ, ə̯, ų — восстанавливаются на основании корякских (ạ => a, в чукотском e)[5][6] и ительменских рефлексов[7]. Для ительменских восстанавливается, помимо этого, несколько типов ударения (для современных ительменских диалектов на основании диска со звучащим языковым материалом «Ительменский язык и культура»[8]).

##### Правила перехода (сингармонизма)
- При гласных III ряда гласные I ряда становятся гласными III ряда (на синхронном уровне не различимы, за исключением рефлексов e и ạ в корякском, диалектах чукотского и ительменском):
  - i > į;
  - u > ų;
  - e > ạ;
  - ə > ə̯.

- При гласных II ряда гласные I и III ряда становятся гласными II ряда:
  - i, į > ɨ;
  - e, ạ > a;
  - u, ų > o;
  - ə, ə̯ > ъ.

##### Описание вокализма в варианте 2011 года
Реконструкция основана из книги О. А. Мудрака «Эскимосский этимологикон» с описанием сингармонизма по подъёму как ареальной особенности палеосибирских (чукотско-камчатских, юкагирских, нивхского), образующих языковую семью, и контактировавших с ними монгольских, тунгусо-маньчжурских и эскимосских (стр. 54-56).
| подъём         | сингармонический ряд | передние | передне-средние | средние | средне-задние | задние |
| -------------- | -------------------- | -------- | --------------- | ------- | ------------- | ------ |
| верхний        | I                    | i        |                 |         | u             |        |
| верхний        | III                  | į        |                 |         |               | ų      |
| верхне-средний | I                    | ə        |                 |         |               |        |
| верхне-средний | III                  |          |                 | ъ.      |               |        |
| верхне-средний | II                   | e        |                 |         | o             |        |
| средний        | II                   |          |                 | ъ       |               |        |
| средне-нижний  | I                    |          | ä               |         |               |        |
| средне-нижний  | III                  |          |                 | ạ       |               |        |
| нижнего        | II                   |          |                 | a       |               |        |

Соответствия в обозначениях:
- гласному e I ряда в реконструкции 2000 года соответствует гласный ä;
- гласному ə̯ III ряда соответствует гласный ъ.;
- гласному ɨ II ряда соответствует гласный e.

###### Сингармонизм в корякском
- I ряд: e i u ə
- III ряд: a i u ə
- II ряд: a e o ə

###### Сингармонизм в ительменском
- I ряд: ɛ i ɯ ə ə°
- III ряд: ạ ɪ u ъ ъ°
- II ряд: a ẹ ọ ъ ъ°

## Грамматика
Общепринятым является восстановление 11-падежной пра-чукотско-камчатской системы склонения имён, но Дибелла Вдзенчны предполагает развитие её из 6-падежной.
11-падежная система пра-чукотского-камчатского языка по М. Фортескью.
| Падеж                     | Склонение I (единственное число) | Склонение II (единственное число) | Склонение I (множественное число) | Склонение II (множественное число) |
| ------------------------- | -------------------------------- | --------------------------------- | --------------------------------- | ---------------------------------- |
| абсолютный (именительный) | -∅/-(ə)n/-ŋæ/-lŋǝn               | -(ǝ)n                             | -t                                | -(ǝ)nti                            |
| дательный                 | -(ǝ)ŋ                            | -(ǝ)naŋ                           |                                   | -(ǝ)ðɣǝnaŋ                         |
| местный                   | -(ǝ)k                            | -(ǝ)næk                           |                                   | -(ǝ)ðǝk                            |
| творительный              | -tæ                              | -(ǝ)næk                           |                                   | -(ǝ)ðǝk                            |
| совместный                | kæ- -tæ                          | -                                 |                                   | -                                  |
| сопроводительный          | ka- -ma                          | -                                 |                                   | -                                  |
| определительный           | -kjit                            | -(ǝ)nækjit                        |                                   | -(ǝ)ðǝkækjit                       |
| отложительный             | -ŋqo(rǝŋ)                        | -(ǝ)naŋqo(rǝŋ)                    |                                   | -(ǝ)ðǝkaŋqo(rǝŋ)                   |
| достигательный            | -jǝpǝŋ                           | -(ǝ)najpǝŋ                        |                                   | -(ǝ)ðǝkajpǝŋ                       |
| направительный            | -jǝtǝŋ                           | -(ǝ)najtǝŋ                        |                                   | -(ǝ)ðǝkajtǝŋ                       |
| назначительный            | -nu                              | -(ǝ)nu                            |                                   | -(ǝ)ðɣǝnu                          |

- Множественное число в 1 классе маркируется лишь в именительном (абсолютном) падеже. К 1 классу относятся в основном неодушевлённые существительные.

- Пра-чукотско-камчатский считается номинативно-аккузативным языком. Эргативность в чукотско-корякской ветви является позднейшей, возникшей, вероятно, при контакте с эскалеутскими языками. Это объясняет отсутствие эргативности в ительменских, не контактировавших с эскалеутскими. Существует и точка зрения на пра-чукотско-камчатский как эргативный с потерей эргативности в ительменских.

- Курсивом выделены падежи, реконструируемые исключительно для чукотско-корякской ветви (кроме, возможно, отложительного с возможными рефлексами в ительменских).

- Реконструируются дополнительные падежные окончания: -ðɣǝn, -cɣǝn и -m(iŋ) в именительном ед. ч.; -inu в именительном мн. ч.; -ði(l) в направительном; -ŋqal в отложительном.

- В работе О. А. Мудрака 2008 года «Свод камчадальской лексики» показаны случаи аккузатива, отличающегося от номинатива.